# Hemelytroblatta cerverae
Hemelytroblatta cerverae är en kackerlacksart som först beskrevs av Bolívar 1886.  Hemelytroblatta cerverae ingår i släktet Hemelytroblatta och familjen Polyphagidae. Inga underarter finns listade i Catalogue of Life.